# Rujiao
Rujiao (kinesiska: 如角, 如角乡) är en socken i Kina. Den ligger i den autonoma regionen Tibet, i den sydvästra delen av landet, omkring 600 kilometer väster om regionhuvudstaden Lhasa. Antalet invånare är 851. Befolkningen består av 405 kvinnor och 446 män. Barn under 15 år utgör 30 %, vuxna 15-64 år 64 %, och äldre över 65 år 5,0 %.
Genomsnittlig årsnederbörd är 723 millimeter. Den regnigaste månaden är juli, med i genomsnitt 192 mm nederbörd, och den torraste är april, med 11 mm nederbörd.